# Mason Grady
Pour les articles homonymes, voir Grady.

a Compétitions nationales et continentales officielles uniquement.

b Matchs officiels uniquement.
Dernière mise à jour le 4 août 2025.
Mason Grady, né le 29 mars 2002 à Cardiff (pays de Galles), est un joueur international gallois de rugby à XV évoluant aux postes de centre ou d'ailier. Il joue en United Rugby Championship au sein de la franchise de Cardiff Rugby depuis 2020.
Son frère aîné Cory Allen est également un joueur international gallois de rugby à XV.

## Biographie

### Jeunesse et formation
Mason Grady naît à Cardiff au pays de Galles dans une famille de sportifs. Sa mère Julie a joué au basket-ball et a notamment représenté le pays de Galles lors des jeux du Commonwealth, tout comme son frère Ashton. Son frère aîné, Cory Allen est un ancien rugbymen international qui a également joué au poste de centre comme Mason.
Il joue également au basket-ball durant sa jeunesse et représente la sélection des moins de 16 ans du pays de Galles.
Il étudie dans l'établissement scolaire de l'Ysgol Gymraeg Bro Morgannwg (en) puis dans l'Ysgol Gyfun Gymraeg Glantaf (en). Il fait partie de l'Academy (centre de formation) des Cardiff Blues.
Dès l'âge de dix-sept ans et sept mois, il devient le deuxième plus jeune joueur à débuter une rencontre de Championnat du pays de Galles avec le club de Cardiff RFC, huit ans après son frère Cory. Toutefois, il ne reste que peu de temps dans cette équipe et rejoint le Pontypridd RFC où il pense obtenir plus de temps de jeu.
Grady peut également évoluer au poste d'ailier, il est comparé à son compatriote George North en début de carrière.
Au niveau international, il connaît d'abord les sélections des moins de 18 ans et est ensuite retenu par l'équipe du pays de Galles des moins de 20 ans pour participer au Tournoi des Six Nations des moins de 20 ans 2020 à l'âge de 17 ans,.

### Début de carrière professionnelle à Cardiff Rugby (2020-2022)
Mason Grady signe son premier contrat professionnel en septembre 2020 avec Cardiff Rugby. Il fait ses débuts professionnels lors de la saison 2020-2021 du Pro14 contre les Glasgow Warriors à l'occasion de la huitième journée à l'âge de 18 ans, il est remplaçant. Cette saison-là, il joue trois autres rencontres.
La saison suivante, à cause d'une blessure aux ligaments croisés, il ne joue que deux rencontres d'United Rugby Championship (URC) en fin de saison. En juin 2022, il est rappelé par l'équipe du pays de Galles des moins de 20 ans pour participer aux Six Nations Summer Series. Il inscrit notamment un essai en finale contre l'Afrique du Sud.
Pendant la saison 2022-2023, il prend de l'ampleur au sein de l'effectif de Cardiff Rugby et gagne en temps de jeu. En novembre 2022, il est appelé par le sélectionneur du pays de Galles, Wayne Pivac, pour s'entraîner avec l'équipe. Le mois suivant, il inscrit notamment ses deux premiers essais professionnels en Challenge Cup contre le CA Brive, puis les Newcastle Falcons.

### Premières sélections internationales et participation à la Coupe du monde 2023 (depuis 2023)
En janvier 2023, le nouveau sélectionneur du XV du Poireau, Warren Gatland, le sélectionne pour le Tournoi des Six Nations 2023. Il fait ses débuts internationaux lors de la troisième journée contre l'Angleterre où il est associé à Joe Hawkins, formant une très jeune paire de centre,. Pour la quatrième journée, il est de nouveau reconduit face à l'Italie et connaît sa première victoire internationale sur le score de 29 à 17,. Toutefois, il n'est pas reconduit pour la dernière journée face à la France et le pays de Galles termine à une décevante cinquième place après cette ultime défaite au stade de France,. Après sa participation au Tournoi des Six Nations, il fait son retour avec Cardiff Rugby et inscrit son premier essai en United Rugby Championship lors d'une victoire 34 à 30 face aux Zebre. À la fin de la saison, il a disputé dix-huit rencontres dont dix en tant que titulaire et inscrit cinq essais toutes compétitions confondues. En mai, Warren Gatland le convoque dans une pré-liste de 54 joueurs pour préparer la Coupe du monde.
Finalement, en août, il fait partie du groupe final amené à disputer la compétition. Il est titularisé lors de la deuxième journée de la poule C contre le Portugal, puis participe également au match contre la Géorgie en tant que remplaçant. Par la suite, son équipe est éliminée en quart de finale par l'Argentine mais il n'est pas retenu pour ce match. Quelques jours après cette élimination, il est de nouveau retenu dans le groupe gallois pour affronter les Barbarians lors d'une rencontre non-officielle prévue début novembre suivant. Durant cette rencontre, il est remplaçant et prend part à la victoire 49 à 26 de son équipe.
Après avoir disputé la Coupe du monde 2023, il fait son retour avec Cardiff Rugby à l'occasion de la deuxième journée de l'URC et se montre décisif en contribuant à la victoire 16 à 9 de son équipe sur le terrain des Dragons en inscrivant un essai. À partir du mois de novembre, il est utilisé régulièrement au poste d'ailier, avec succès, inscrivant trois essais lors de ces trois premiers matchs à ce poste. En janvier 2024, il est sélectionné pour le Tournoi des Six Nations. Remplaçant pendant la deuxième journée, il se montre indiscipliné peu de temps après son entrée en jeu en réalisant un en-avant volontaire qui provoque une pénalité permettant à l'Angleterre de passer devant au tableau d'affichage à seulement dix minutes de la fin de la rencontre, il écope d'un carton jaune pour cette faute et laisse ses partenaires en infériorité numérique, ces derniers s'inclinent finalement de seulement deux points 16 à 14. Lors de la dernière journée, il inscrit son premier essai en sélection en toute fin de match face à l'Italie mais son équipe s'incline 24 à 21 à domicile. Sa sélection termine la compétition à la dernière place sans avoir remporté un match et récolte la Cuillère de bois. De retour avec sa province, il continue d'enchaîner les rencontres et termine la saison avec dix-huit matchs disputés pour huit essais inscrits avec Cardiff Rugby. Durant l'été 2024, il est sélectionné pour la tournée estivale et dispute les trois matchs en tant que titulaire au poste inhabituel de premier centre,.
En début de saison 2024-2025, il est à nouveau sélectionné avec le pays de Galles pour les test matchs de fin d'année mais il subit une blessure dès le premier match, contre les Fidji, qui lui fait rater plusieurs mois de compétition et le Tournoi des Six Nations 2025. Courant janvier 2025, il signe une prolongation de contrat avec Cardiff Rugby. Finalement, il ne rejoue pas de la saison.

## Statistiques

### En club
| Saison              | Club                | Compétition               | Matchs | Points | Essais |
| ------------------- | ------------------- | ------------------------- | ------ | ------ | ------ |
| 2020-2021           | Cardiff Rugby       | Pro14                     | 3      | -      | -      |
| 2020-2021           | Cardiff Rugby       | Challenge européen        | 1      | -      | -      |
| 2021-2022           | Cardiff Rugby       | United Rugby Championship | 2      | -      | -      |
| 2022-2023           | Cardiff Rugby       | United Rugby Championship | 12     | 10     | 2      |
| 2022-2023           | Cardiff Rugby       | Challenge Cup             | 6      | 15     | 3      |
| 2023-2024           | Cardiff Rugby       | United Rugby Championship | 14     | 40     | 8      |
| 2023-2024           | Cardiff Rugby       | Champions Cup             | 4      | -      | -      |
| 2024-2025           | Cardiff Rugby       | United Rugby Championship | 6      | 5      | 1      |
| 2024-2025           | Cardiff Rugby       | Challenge Cup             | -      | -      | -      |
| Total Cardiff Rugby | Total Cardiff Rugby | Total Cardiff Rugby       | 48     | 70     | 14     |

### En équipe nationale
Mason Grady compte 15 capes en équipe du pays de Galles, dont 8 en tant que titulaire, depuis sa première sélection le 25 février 2023 face à l'Angleterre. Il inscrit un essai, cinq points.
Il participe à une édition de la Coupe du monde en 2023, il dispute deux rencontres, dont une en tant que titulaire.
| Année | Compétition    | Matchs | Points | Essais |
| ----- | -------------- | ------ | ------ | ------ |
| 2023  | Six Nations    | 2      | 0      | 0      |
| 2023  | Test matchs    | 2      | 0      | 0      |
| 2023  | Coupe du monde | 2      | 0      | 0      |
| 2024  | Six Nations    | 5      | 5      | 1      |
| 2024  | Test matchs    | 4      | 0      | 0      |
| Total | Total          | 15     | 5      | 1      |

## Palmarès
- Finaliste des Six Nations Summer Series en 2022 avec l'équipe du pays de Galles des moins de 20 ans.